# Erik Adolf von Willebrand
Erik Adolf von Willebrand (ur. 1 lutego 1870 w Vaasa, zm. 12 września 1949 w Pernaja) – fiński lekarz internista, pediatra.
W 1926 roku po raz pierwszy opisał schorzenie występujące u członków rodziny z Wysp Alandzkich. Na jego cześć została ona nazwana chorobą von Willebranda.